# Jungo Morita
Jungo Morita (森田 淳悟 Morita Jungo; Tokio, Japón, 9 de agosto de 1947) es un exjugador de voleibol profesional japonés.

## Biografía
Empieza jugando en las escuelas de su país y con 19 años es seleccionado por primera vez a en la  selección japonesa en 1966. Participa en dos ediciones de los Juegos Olímpicos ganando la medalla de plata en  México 1968 y la de oro en  Múnich 1972, primer título olímpico en la historia de la selección. En el mundial de Alemania 1970 gana el bronce acabando tercero en la liguilla final por detrás de las selecciones de Alemania Oriental y Bulgaria. Triunfa en el primer Campeonato Asiático de la historia en 1969 y también se lleva por dos veces la medalla de plata en la Copa Mundial en 1969 y 1977.
En 2003 se convierte en el primer jugador japonés en e ser incluido en la Volleyball Hall of Fame.